# Давыдок, Раиса Сергеевна
Раиса Сергеевна Давыдок (17 октября 1984) — российская футболистка, нападающая и защитница, представлявшая также сборную Азербайджана.

## Биография
Воспитанница ДЮСШ воронежской «Энергии». В 2005—2007 годах выступала за основной состав «Энергии» в первом дивизионе.
В 2008 году перешла в «Ладу» (Тольятти), свой первый сезон за команду провела в первой лиге, а в 2009 году сыграла один неполный матч в высшей лиге.
Затем перешла в «Мордовочку», в сезоне 2010 года выступала в первой лиге. В одном из матчей, в июле 2010 года против саратовского клуба «Виват-Волжанка» (11:2) забила 5 голов, а всего за сезон забила 19 голов — 15 в зональном и 4 — в финальном турнире. В 2011—2013 годах играла за саранский клуб в высшей лиге, где провела 26 матчей. Также в составе «Мордовочки» принимала участие в соревнованиях по мини-футболу, победительница и лучший бомбардир Поволжской мини-футбольной лиги (2011).
По состоянию на 2015 год выступала за «Ладу» (СДЮСШОР № 12) в чемпионате Самарской области.
В 2009 году вместе с группой российских футболисток была приглашена в сборную Азербайджана.